# One Night Stand (videojuego)
One Night Stand es un videojuego de novela visual desarrollado por Kinmoku. Los jugadores toman el papel de un hombre que se despierta de una borrachera de una noche al lado de un extraño y debe reconstruir los eventos de la noche anterior. Se basa en un juego gratuito Kinmoku escribió para un atasco de juego en itch.io. One Night Stand se lanzó para PC en 2016, Nintendo Switch, PlayStation 4 y Xbox One en 2019.

## Jugabilidad
Los jugadores toman el papel de un hombre que acaba de despertarse junto a una mujer en su departamento. A pesar de no recordar los eventos de la noche anterior, el jugador descubre que su personaje ha tenido relaciones sexuales con la mujer. Cuando la mujer sale de la habitación, el jugador tiene la oportunidad de mirar a su alrededor y luego interrogar a la mujer sobre los diversos objetos encontrados. Según las acciones del jugador y las opciones de diálogo, pueden desbloquear doce finales diferentes, que van desde ser expulsados con enojo hasta la posibilidad de una amistad.

## Desarrollo
One Night Stand es el primer juego de la desarrolladora de videojuegos independiente Lucy Blundell. Se basa en un juego gratuito que Blundell diseñado con un amigo para un atasco de juego en itch.io. La inspiración vino de un joven que vio en el transporte público. Mientras trataba de adivinar las razones de su estado de aspecto miserable, le pareció interesante la idea de que él se estaba recuperando de un borracho de una noche. El juego tiene una rotoscopia basada en imágenes que Blundell tomó de sí misma a través de un teléfono celular. One Night Stand se desarrolló utilizando el Ren'Py gratuito software de novela visual, y Blundell le dio crédito a su comunidad por apoyarla.
La versión gratuita de One Night Stand se lanzó el 24 de marzo de 2016. La versión comercial se lanzó el 20 de octubre en itch.io y el 7 de noviembre en Steam. Blundell reconoció que la versión gratuita facilita el proceso de luz verde de Steam. La versión gratuita también actuó como una demostración, que según ella ayudó a disipar los temores de los jugadores de que el juego estaría fuera de su demografía, aunque dijo que la popularidad de la versión gratuita eclipsó la de la versión comercial. Los puertos para Nintendo Switch, PlayStation 4 y Xbox One fueron lanzados en octubre de 2019 por Ratalaika Games.

## Recepción
Emad Ahmed, del New Statesman, escribió que One Night Stand tiene un enfoque más realista que los juegos similares. Comparándolo con otros juegos que presentan relaciones físicas, Ahmed lo citó como un ejemplo del uso del diálogo para contar una historia en lugar de como una mecánica de juego utilizada para llegar a la conclusión deseada. Kill Screen escribió que el misterio inicial, lo que sucedió la noche anterior, se vuelve menos interesante que aprender sobre la mujer y tratar de encontrar un final feliz. En Hardcore Gamer, Derrick Bettis escribió: "One Night Stand se siente más como una pieza de pensamiento que como un juego adecuado", ya que no introduce ninguna perspectiva única, pero permite a los jugadores discutir sus puntos de vista sobre el tema. Johnny Chiodini de Eurogamer escribió que el juego captura los sentimientos de incomodidad y vulnerabilidad después de una aventura de una noche bien.